# ماریو آنچیچ
 ماریو آنچیچ (انگلیسی: Mario Ančić؛ زاده ۳۰ مارس ۱۹۸۴) یک تنیس‌باز اهل کرواسی است.